# CDG Express
CDG Express è un progetto per collegare rapidamente l'aeroporto Roissy - Charles de Gaulle con il centro della città di Parigi via rotaia. Servirà ad alleviare il traffico sulla linea RER B, collegando il terminal 2 dell'aeroporto alla Gare de l'Est senza effettuare nessuna fermata intermedia. La linea sarà lunga 32 km.
Il primo progetto, avviato nel 2006, è stato abbandonato nel 2011, in seguito anche ad altre ipotesi di realizzazione alternative, tra cui il prolungamento della Linea 14, il Réseau de transport public du Grand Paris e, l'attuale, Grand Paris Express.
All'inizio del 2012 il progetto è stato ripreso dalla RATP e poi un secondo progetto è stato avviato nel 2014.
Nel 2019, due decreti (del 14 febbraio 2019) approvano ed autorizzano la realizzazione del CDG Express; la società «Gestionnaire d'infrastructure CDG Express» è il concessionario incaricato di progettare, realizzare, gestire e utilizzare l'infrastruttura, essa è una SAS detenuta da SNCF Réseau e ADP. L'azienda ferroviaria incaricata di effettuare il servizio ferroviario è il raggruppamento «Hello Paris» (Keolis e RATP Dev), con i treni Coradia Liner. La linea, i cui lavori cominciano nel 2019, entrerà in servizio dal 1º gennaio 2024.